# 白露號驅逐艦
白露（しらつゆ）是大日本帝國海軍的驅逐艦。白露型驅逐艦1號艦。

## 艦歷
“白露”号驱逐舰，1933年11月14日于佐世保海军工厂动工，1936年8月20日竣工，1936年9月7日服役，为白露级驱逐舰首舰。
“白露”之名是从前代所继承，其前代为神风级驱逐舰5号舰，1905年建于三菱造船所，1928年除籍。
太平洋战争开始时隶属于第1舰队第一水雷战队第27驱逐队。
参加过珊瑚海海战、中途岛海战等战斗，后来与时雨一同参与了7次对瓜岛的物资输送作战（“东京急行”、“鼠輸送”）。
参加了1942年11月12日开始的瓜达尔卡纳尔海战（第三次所罗门海海战）。在13日救助了战列舰比睿号上的乘员。之后在11月28日布纳的战斗中舰首遭到B-17轰炸机的多颗炸弹近失与直击，严重受损。在1943年2月25日回到佐世保进行修理。前部船体を切断するなどの修理作業が長崎で7月まで行われた前，前往了拉包尔，特鲁克，塞班进行应急修理。1943年7月20日维修完成后，返回第二舰队，将航空母舰云鹰从横须贺护送到特鲁克并于八月下旬返航。10月中旬，白露返回拉包尔。后来参与了所罗门群岛附近的输送作战。
1943年11月2日，在参加布干维尔岛冲海战时与姐妹舰五月雨相撞，最大速度降至16节，返回佐世保进行修理。
1944年1月以后，进行船队护卫工作。2月至4月对大和级战列舰武藏号进行了多次护卫。5月下旬至6月参加了第一、第二次浑作战。
1944年6月15日凌晨，于执行护航任务时，在菲律宾棉兰老岛东北海域与给油船清洋丸号相撞，深水炸弹殉爆并在约3分钟内沉没，包括舰长松田九郎在内104人死亡。1944年8月10日，除籍。

## 同型艦

### 白露型
- 白露
- 时雨
- 村雨
- 夕立
- 春雨
- 五月雨

### 改白露型
- 海風（日语：海風 (白露型駆逐艦)）
- 山風（日语：山風 (白露型駆逐艦)）
- 江風
- 涼風

## 歷代艦長

### 艤裝員長
1. 天谷嘉重 少佐：1935年8月15日 - 1936年6月1日[19]

### 艦長
1. 天谷嘉重 少佐：1936年6月1日[19] - 12月1日
2. 福岡徳治郎 少佐：1936年12月1日 -
3. 谷井保 少佐：1937年12月1日 -
4. 勝見基 少佐：1938年8月2日 -
5. 竹大孝志 少佐：1939年4月1日 -
6. 鈴木保厚 少佐：1939年11月15日 -
7. 杉谷永秀 少佐：1940年10月15日 -
8. 橋本金松 少佐：1942年4月25日 -
9. 松田九郎 少佐：1943年9月14日 -

## 關聯項目
- 大日本帝國海軍艦艇一覽